# Eclipse (Band)
Eclipse ist eine schwedische Rockband, die 1999 gegründet wurde. 2016 erreichte sie beim schwedischen Vorentscheid zum Eurovision Song Contest, dem Melodifestivalen 2016, mit dem Lied Runaways das Halbfinale. 2019 feiert die Band ihr vielbeachtetes Debüt beim Wacken Open Air.

## Geschichte
Die Gruppe wurde 1999 um Sänger/Gitarrist/Bassist Erik Mårtensson und Schlagzeuger/Keyboarder Anders Berlin in Stockholm gegründet. Zusammen mit Gitarrist Magnus Henriksson erhielten sie einen Plattenvertrag beim englischen Label Z Records, wo 2001 ihr Debütalbum  The Truth and a Little More erschien. Nach einem Wechsel zur italienischen Plattenfirma Frontiers Records erschienen die Alben Second to None (2004) und Are You Ready to Rock (2008). Zur gleichen Zeit schrieb Erik Mårtensson die meisten Lieder für sein Nebenprojekt W.E.T., das aus Mitgliedern der Bands Work of Art (W), Eclipse (E) and Talisman (T) besteht. Das selbstbetitelte Debüt erschien 2009 und fand große Beachtung bei den Fans von melodischem Hard Rock und im Bereich des AOR-Radioformat.
2012 veröffentlichte die Band Bleed & Scream. Der Titeltrack wurde auch als Single und mit ihm das erste Musikvideo der Band veröffentlicht. Das Album erreichte Platz 44 der schwedischen Album-Charts Sverigetopplistan.
Das fünfte Album kam im Februar 2015 auf den Markt und trug den Namen Armageddonize. Es stieg auf Platz 49 der schwedischen Album-Charts ein. Im November 2015 wurde bekannt, dass Eclipse beim Vorentscheid zum Eurovision Song Contest Melodifestivalen 2016 antreten. Mit dem von Erik Mårtensson geschriebenen Song Runaways erreichten sie das Halbfinale.
Im März 2017 erschien das Album Monumentum, das am ersten Tage des Frontiers Rock Festival IV in Trezzo (Milano) vorgestellt wurde und dem eine Tour durch neun Länder folgte.
Im August 2019 trat die Band erstmals beim Wacken Open Air auf. Zuvor war im Juli die neue Single der Band United veröffentlicht worden.
Unmittelbar vor dem Start der Viva La VicTOURia im Oktober 2019 verließ Magnus Ulfstedt die Band und wurde durch Victor Crusner, den Bruder von Philip Crusner, am Bass ersetzt.

## Diskografie

### Alben
- 2001: The Truth and a Little More
- 2004: Second to None
- 2008: Are You Ready to Rock
- 2012: Bleed & Scream
- 2014: Are You Ready to Rock MMXIV
- 2015: Armageddonize
- 2017: Monumentum
- 2019: Paradigm
- 2021: Wired
- 2023: Megalomanium
- 2024: Megalomanium II

### Singles
- 2012: Bleed & Scream / Come Hell or High Water / Into the Fire
- 2015: Stand on Your Feet
- 2016: Runaways
- 2017: Vertigo[11][12]
- 2017: Never Look Back[12]
- 2019: Viva La Victoria / United[13]